# Rice Strait
Rice Strait är ett sund i Kanada.   Det ligger i territoriet Nunavut, i den nordöstra delen av landet, 3 700 km norr om huvudstaden Ottawa.